# 高清晰度光盘格式之战
高清晰度光盘格式之战是指2006年至2008年間，針對如何儲存高畫質影像和聲音所發生的格式之戰；當中對立的光碟分別是藍光光碟和HD DVD，最後由藍光光碟勝出。這兩種格式在2000年至2003年間出現，吸引各大消費電子產品製造商、個人電腦製造商、電視和電影生產商與經銷商參與，且採取相互簽約或獨家支援等策略以取得優勢。2006年，藍光光碟和HD DVD開始於市面銷售。到了2008年，隨著一些工作室和分銷商決定轉移到藍光光碟上，大體局勢決定。2008年2月19日，東芝正式宣布將停止的HD DVD播放器的發展，承認在格式之戰中敗給藍光光碟格式。